# Seleção Samoana de Rugby Sevens Masculino
A Seleção Samoana de rugby sevens, também conhecida como Samoa Sevens e Manu Samoa 7s, representa Samoa nos torneios de rugby sevens. A equipe compete anualmente na Série Mundial de Rugby Sevens é supervisionado pela Samoa Rugby Football Union, que supervisiona toda a união de rugby em Samoa.
Samoa conquistou a Série Mundial de 2009–10 ao vencer quatro torneios, o Hong Kong Sevens, o USA Sevens, o Adelaide Sevens e o Edinburgh Sevens, melhor campanha de sua história. A equipe também disputou todos os torneios finais da Copa do Mundo de Rugby Sevens desde o início do campeonato em 1993; seu melhor resultado foi o terceiro lugar em 1997 e novamente em 2009.
A seleção ganhou quatro títulos do Oceania Sevens desde a primeira competição em 2008. Eles também ganharam todas as quatro medalhas de ouro nos Jogos do Pacífico Sul e Minijogos do Pacífico entre 2007 e 2013, derrotando Fiji na final em cada ocasião.

## História
O primeiro time sevens de Samoa foi selecionado em novembro de 1978 para jogar a convite do Hong Kong Sevens sob a liderança do ex-capitão representante do SRU, Tuatagaloa Keli Tuatagaloa. A equipe incluiu o Rev-Dr Faitala Talapusi como capitão, Lemalu Roy Slade (Brisbane) como vice-capitão, Rev. Paul Gray (Melbourne), Peter Schmidt, Feausiga Sililoto, Rev-Tamā Toeina Andy Leavasa (EUA), Salafuti Patu e outros. Samoa venceu o Hong Kong Sevens de 1993.

## Desempenho

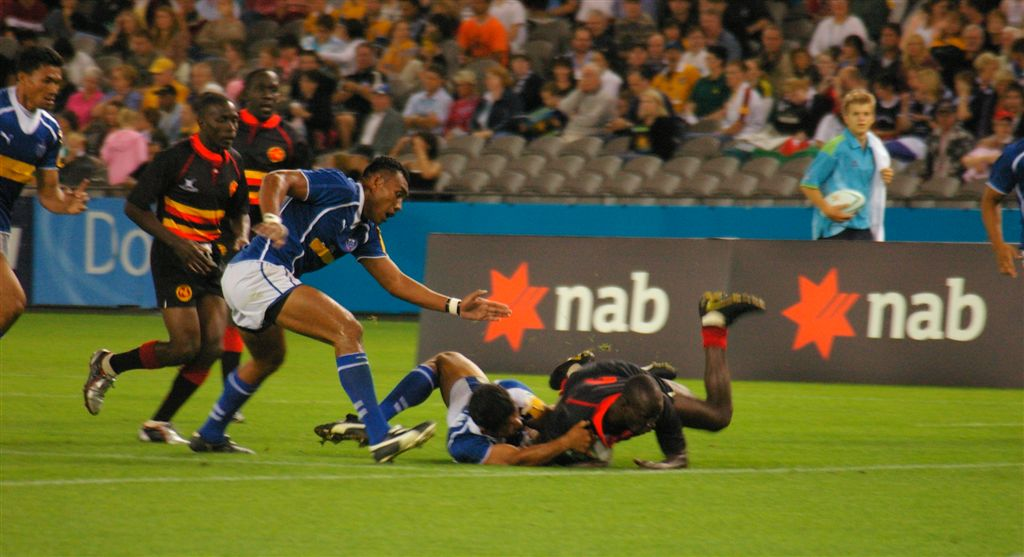
Partida entre Uganda e Samoa em 20 de março de 2006

### Jogos Olímpicos
| 2016  | Não se classificou | Não se classificou | Não se classificou | Não se classificou | Não se classificou | Não se classificou |
| 2020  | Não se classificou | Não se classificou | Não se classificou | Não se classificou | Não se classificou | Não se classificou |
| 2024  | Fase de grupos     | 10                 | 5                  | 2                  | 0                  | 3                  |
| Total | 0 títulos          | 0/3                | 5                  | 2                  | 0                  | 3                  |

### Copa do Mundo
| 1993  | Quartas de final          | 5   | 8  | 6  | 0 | 2  |
| 1997  | Semifinais                | 3   | 6  | 5  | 0 | 1  |
| 2001  | Quartas de final          | 5   | 6  | 4  | 0 | 2  |
| 2005  | Rodada final              | 9   | 8  | 7  | 0 | 1  |
| 2009  | Semifinais                | 3   | 5  | 4  | 0 | 1  |
| 2013  | Rodada final              | 10  | 6  | 4  | 0 | 2  |
| 2018  | Quartas de final          | 13  | 5  | 3  | 0 | 2  |
| 2022  | Disputa pelo sétimo lugar | 8   | 4  | 1  | 0 | 3  |
| Total | 0 títulos                 | 0/8 | 48 | 34 | 0 | 14 |